# Aad de Mos
Adriaan de Mos (La Haya, Países Bajos, 27 de marzo de 1947) es un exfutbolista y exentrenador neerlandés.

## Trayectoria

### Como jugador
Comenzó a jugar al fútbol a los diez años en el ADO La Haya. En la temporada 1967-68 formó parte de la primera plantilla del equipo, aunque no llegó a disputar ningún partido. Durante los siguientes cuatro años militó en clubes de categoría aficionado: RVC Rijswijk (1968-1970) y VV Wilhelmus (1970-1972). En la campaña 1972-73, cuando jugaba en el Excelsior Rotterdam, una lesión en la ingle lo obligó a poner fin a su carrera como futbolista.

### Como entrenador
El primer equipo al que dirigió fue el VV Wilhelmus entre 1972 y 1975. A continuación, pasó a entrenar al De Valkeniers (1975-1978) y al RVC Rijswijk (1978-1980), todos ellos de las ligas de aficionados de los Países Bajos. En 1980 fue contratado por el Ajax de Ámsterdam para dirigir a su equipo juvenil, pero tras la dimisión de Leo Beenhakker en marzo de 1981 se convirtió en el entrenador interino del Ajax. Debutó el 15 de marzo con una victoria frente al Excelsior Rotterdam por 7-2 y dirigió un total de catorce partidos, de los cuales sólo perdió uno frente al AZ Alkmaar. Al final de la temporada 1980-81 el Ajax fue el segundo clasificado en la Eredivisie —por detrás del AZ Alkmaar— y, además, consiguió el subcampeonato de la Copa de los Países Bajos tras ser derrotado también por el AZ en la final por 1-3.

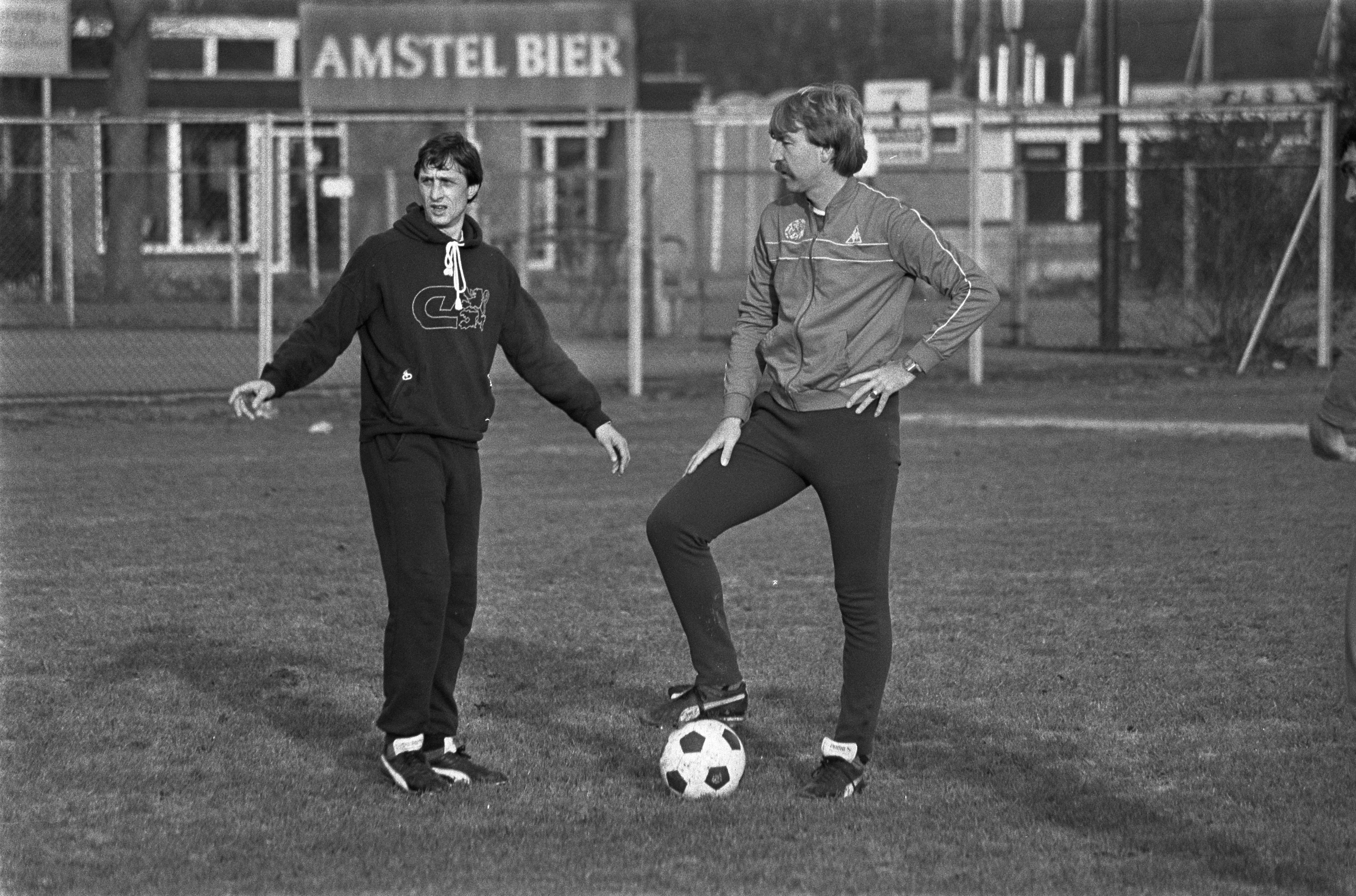
Johan Cruyff y Aad de Mos en diciembre de 1981, durante su etapa como asistente del Ajax de Ámsterdam.

Durante la campaña 1981-82 ejerció las funciones de asistente del técnico Kurt Linder y el club de Ámsterdam se proclamó campeón de la liga. A partir de junio de 1982 retomó el cargo de entrenador y en su primera temporada consiguió un doblete tras la conquista de la Eredivisie 1982-83 y la Copa 1982-83. Continuó al frente del Ajax hasta mayo de 1985, cuando fue despedido un mes antes de que el club lograse un nuevo título de liga.

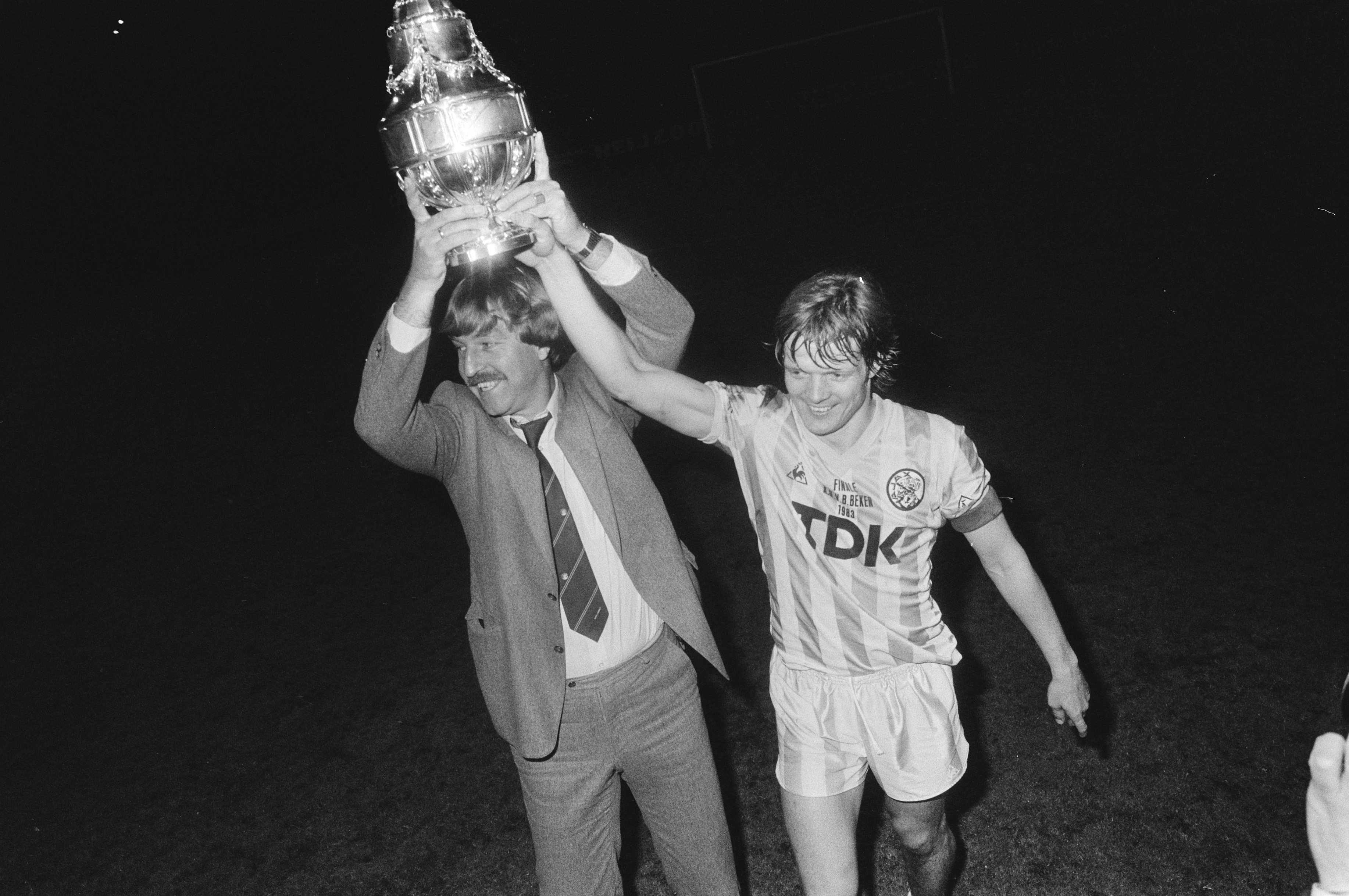
Aad de Mos y Søren Lerby celebran la victoria en la Copa de los Países Bajos de 1983.

Antes del final de la campaña 1985-86 sustituyó a Ernst Künnecke como entrenador del RKV Malinas belga. En su primera temporada completa fue subcampeón de la Liga y ganó la Copa de Bélgica por primera vez en la historia del club; en la final, el Malinas venció por 1-0 al RFC Lieja con un gol de Piet den Boer. Asimismo, De Mos fue elegido entrenador del año en 1987.
Como ganador de la Copa, el club realizó su estreno en la Recopa de Europa en la campaña 1987-88 y eliminó consecutivamente al FC Dinamo de Bucarest, al Saint Mirren F. C., al FK Dinamo Minsk y al Atalanta Bergamasca Calcio antes de pasar a la final celebrada en Estrasburgo. En ella, De Mos se enfrentó a su antiguo equipo, el Ajax de Ámstedam, al que vencieron por 1-0 con otro gol de Den Boer. En el campeonato nacional, el Malinas repitió la segunda posición de la temporada anterior.

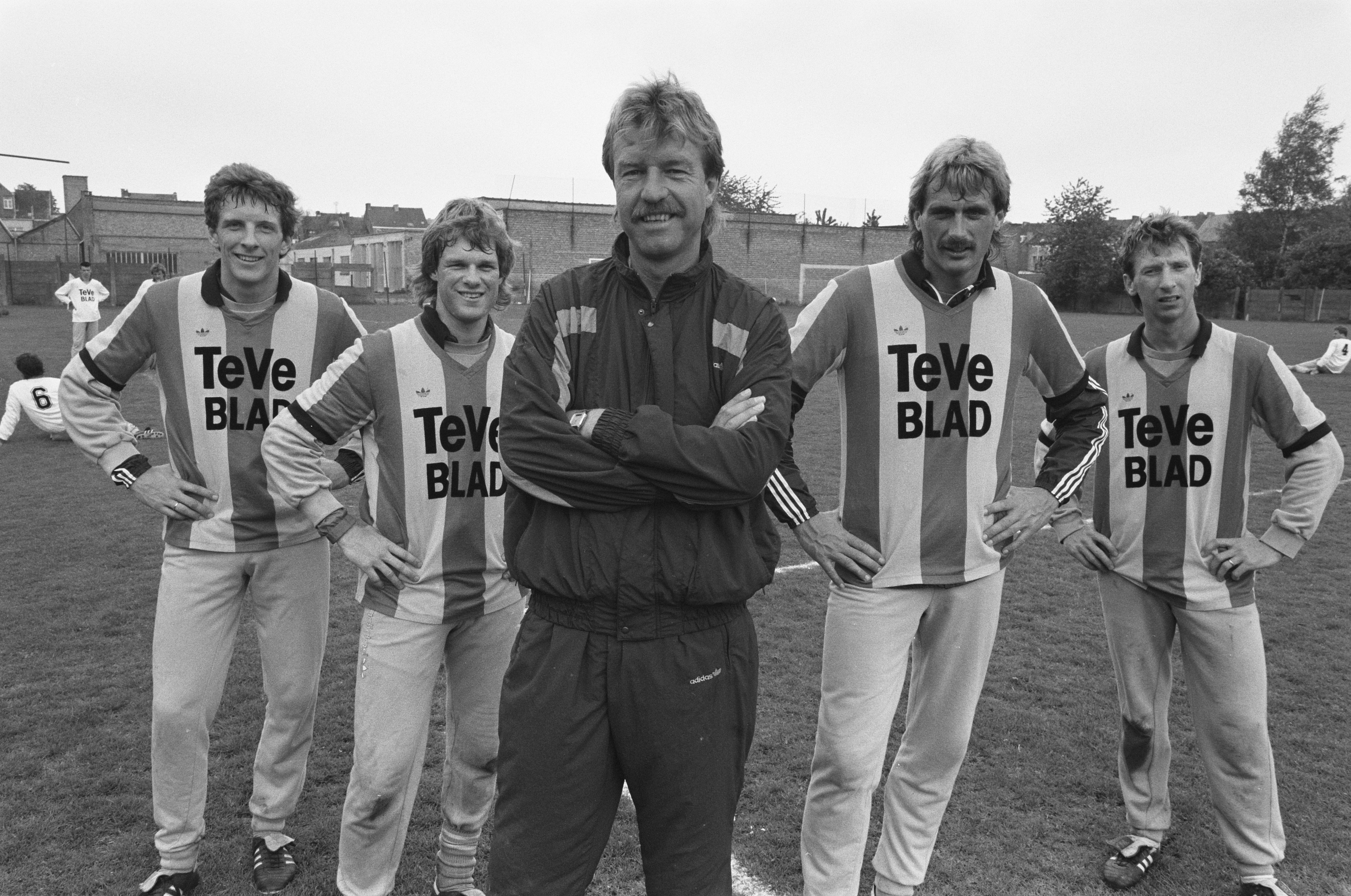
Los neerlandeses del RKV Malinas: Graeme Rutjes, Erwin Koeman, Aad de Mos, Piet den Boer y Wim Hofkens en 1988.

En febrero de 1989, también fue campeón de la Supercopa de Europa después de dos partidos contra el PSV Eindhoven: consiguieron una victoria en casa por 3-0 con dos tantos de John Bosman y un autogol de Stan Valckx, mientras que en Eindhoven fueron derrotados por 1-0. En esa temporada 1988-89 el club ganó además el título nacional, algo que no conseguía desde 1948, y De Mos anunció su marcha al R. S. C. Anderlecht al término de la misma.

## Clubes

### Como jugador
| Club                | País         | Año       |
| ------------------- | ------------ | --------- |
| ADO La Haya         | Países Bajos | 1967-1968 |
| RVC Rijswijk        | Países Bajos | 1968-1970 |
| VV Wilhelmus        | Países Bajos | 1970-1972 |
| Excelsior Rotterdam | Países Bajos | 1972-1973 |

### Como entrenador
| Club                   | País                   | Año       |
| ---------------------- | ---------------------- | --------- |
| VV Wilhelmus           | Países Bajos           | 1972-1975 |
| De Valkeniers          | Países Bajos           | 1975-1978 |
| RVC Rijswijk           | Países Bajos           | 1978-1980 |
| Ajax de Ámsterdam      | Países Bajos           | 1981      |
| Ajax de Ámsterdam      | Países Bajos           | 1982-1985 |
| RKV Malinas            | Bélgica                | 1986-1989 |
| R. S. C. Anderlecht    | Bélgica                | 1989-1992 |
| PSV Eindhoven          | Países Bajos           | 1993-1994 |
| Werder Bremen          | Alemania               | 1995-1996 |
| Standard Lieja         | Bélgica                | 1997      |
| Real Sporting de Gijón | España                 | 1998-1999 |
| Urawa Red Diamonds     | Japón                  | 1999      |
| Al-Hilal F. C.         | Arabia Saudita         | 2003-2004 |
| Selección de los EAU   | Emiratos Árabes Unidos | 2004-2005 |
| Vitesse Arnhem         | Países Bajos           | 2006-2008 |
| A. O. Kavala           | Grecia                 | 2010      |
| Sparta de Rotterdam    | Países Bajos           | 2010      |

## Palmarés

### Como entrenador

#### Títulos nacionales
| Título                   | Club                | País           | Año  |
| ------------------------ | ------------------- | -------------- | ---- |
| Eredivisie               | Ajax de Ámsterdam   | Países Bajos   | 1983 |
| Copa de los Países Bajos | Ajax de Ámsterdam   | Países Bajos   | 1983 |
| Copa de Bélgica          | RKV Malinas         | Bélgica        | 1987 |
| Liga belga               | RKV Malinas         | Bélgica        | 1989 |
| Liga belga               | R. S. C. Anderlecht | Bélgica        | 1991 |
| Copa del Príncipe        | Al-Hilal F. C.      | Arabia Saudita | 2003 |

#### Títulos internacionales
| Título              | Club        | País                                   | Año  |
| ------------------- | ----------- | -------------------------------------- | ---- |
| Recopa de Europa    | RKV Malinas | Estrasburgo (Francia)                  | 1988 |
| Supercopa de Europa | RKV Malinas | Malinas (Bélgica) Eindhoven (P. Bajos) | 1988 |